# Matthias Bruhn

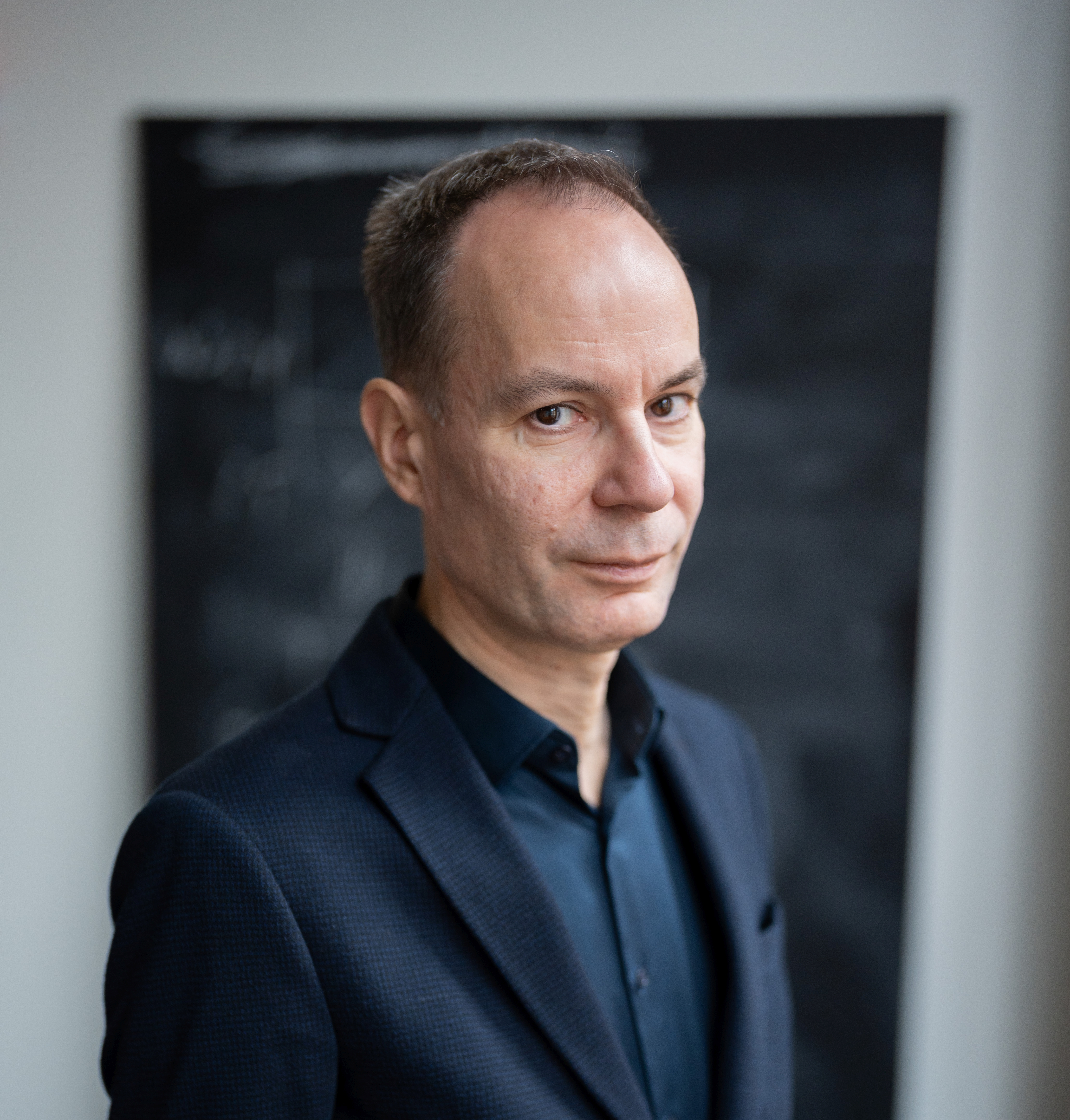
Matthias Bruhn in der Staatlichen Hochschule für Gestaltung (2023)

Matthias Bruhn (* 1966 in Neumünster) ist ein deutscher Kunsthistoriker und Professor für Kunstwissenschaft und Medientheorie an der Staatlichen Hochschule für Gestaltung.

## Ausbildung
Nach einem Studium der Kunstgeschichte, Philosophie und Neueren Deutschen Literatur an der Universität Hamburg wurde Bruhn mit einer Arbeit über die Briefe des französischen Malers Nicolas Poussin (1594–1665) promoviert.

## Forschung
1997 übernahm Bruhn in der Nachfolge von Michael Diers die Leitung der von Martin Warnke begründeten Forschungsabteilung „Politische Ikonographie“ am Warburg-Haus der Universität Hamburg. Untersuchungen zu bildlichen Reproduktionsmedien und zur Verbindung von Bildern und Argumenten brachten ihn 2004 an die von Horst Bredekamp begründete Abteilung Das Technische Bild im Hermann von Helmholtz-Zentrum für Kulturtechnik der Humboldt-Universität zu Berlin. Hier war er unter anderem am Aufbau der DFG-geförderten Exzellenzcluster „Bild Wissen Gestaltung“ sowie an dessen Nachfolger, dem Exzellenzcluster Matters of Activity beteiligt.
Die Tätigkeit in einer Fotoagentur hatte Bruhn Ende zu einer Auseinandersetzung mit den Herstellungs- und Vertriebsmechanismen der Bildpresse und ihrer Ästhetik veranlasst (Bruhn 2003 u. a.). Im Zuge der Diskussionen um den von Gottfried Boehm formulierten iconic turn stand der Prozess der Ausfilterung und Verstärkung einzelner Bildmotive im Vordergrund, der in der Produktions- und Konsumptionskette von Reportage, Agentur/Archiv, Redaktion und Zielmedium zutagetritt. In diesem Prozess äußern sich nicht nur die Sortierungsprobleme oder Nachfragestrukturen der Massenmedien, sondern auch allgemeinere Regeln der Kommunikation über Bildinhalte, die unter dem Zeit- und Kostendruck der Presse nur forciert werden.
Im Unterschied zu anderen Ansätzen der sog. Bildwissenschaft vertrat Bruhn die Position, dass die Bilddiskussion seit den späten 1990er Jahren mit einem gesteigerten Verwertungsinteresse an der diffusen Ware „Bild“ korreliert gewesen ist und der Begriff auch eingesetzt wurde, um in der (digitalisierten) Mediengesellschaft ökonomische Ansprüche zu definieren und zu reklamieren. Genau wie anderen Bereichen der Massen- und Konsumgesellschaft lässt sich auch im Bildlichen ein Fehlen von Quellenangaben oder bei der Angabe von Produktionstechniken beobachten; dies kommt einem multimedialen Verwertungsinteresse entgegen.
Die Beschäftigung mit Bildern als Wissensträgern und Argumenten in Wissenschaft, Technik und Politik steht im Mittelpunkt seiner Arbeit an der Hochschule für Gestaltung in Karlsruhe, wo er seit 2018 unterrichtet. Derzeit leitet er dort im DFG-Schwerpunktprogramm Das Digitale Bild das Teilprojekt „Designing Habits“, das sich mit den wechselseitigen Auswirkungen interaktiver Bildlichkeit befasst.

## Sonstiges
Bruhn ist einer der Gründer des internationalen kunsthistorischen Fachinformationsdienstes ArtHist.net.
Er ist Mitherausgeber der „Bildwelten des Wissens. Kunsthistorisches Jahrbuch für Bildkritik“ (Berlin, ab 2003) und Mitglied des Beirats der seit 1973 erscheinenden „kritischen berichte. Zeitschrift für Kunst- und Kulturwissenschaften“.
Bruhn ist Stellvertretender Beiratsvorsitzender der Stiftung Forum Recht (Karlsruhe / Leipzig).

## Veröffentlichungen (Auswahl)
- Bildwirtschaft. VDG, Weimar 2003. ISBN 978-3-89739-169-7
- Sichtbarkeit der Geschichte. Beiträge zu einer Historiographie der Bilder (Reihe Historisches Forum, hg. mit Karsten Borgmann). Berlin: e-doc 2005. ISSN 1612-5940
- Das Bild. Geschichte, Theorie, Praxis. Akademie, Berlin 2008. ISBN 978-3-05-004367-8
- Modernisierung des Sehens: Sehweisen zwischen Künsten und Medien (hg. mit Kai Uwe Hemken). Bielefeld, transcript 2008. ISBN 978-3-89942-912-1
- Postdemokratie. Themenheft der kritischen berichte, 43, Heft 4, 2015 (hg. mit Nikola Doll). ISSN 0340-7403
- Bilder der Präzision. Praktiken der Verfeinerung in Technik, Kunst und Wissenschaft (Hg. mit Sara Hillnhütter). Berlin: De Gruyter 2018 [Open Access]. ISBN 978-3-11041-708-1
- Kältebilder. Ästhetik und Erkenntnis am Gefrierpunkt. Bildwelten des Wissens 17. Berlin: De Gruyter 2021 [Open Access]. ISBN 978-3-11074-761-4
- Adaptivität (Hg. mit Kathrin Friedrich, Lydia Kähny und Moritz Queisner). München: Olms / LMU Open Publishing 2021 [Open Access]. ISBN 978-3-487-16053-5 [print]